# Максим (епископ Майнца)
Максим (умер в 378 или около 450) — святой, девятнадцатый епископ Майнца. День памяти — 18 ноября.
 
Святой Максим был преемником святого Ореуса. По одним данным, он занимал кафедру Майнца с 354 по 378 год, по другим, был епископом в середине V века. Человек большой учёности, он был казнён арианами.